# Qatar ExxonMobil Open 2020 - Qualificazioni singolare
Le qualificazioni del singolare maschile del Qatar ExxonMobil Open 2020 sono state un torneo di tennis preliminare per accedere alla fase finale della manifestazione. I vincitori dell'ultimo turno sono entrati di diritto nel tabellone principale. In caso di ritiro di uno o più giocatori aventi diritto a questi sono subentrati i lucky loser, ossia i giocatori che hanno perso nell'ultimo turno ma che avevano una classifica più alta rispetto agli altri partecipanti che avevano comunque perso nel turno finale.

## Teste di serie
1. Márton Fucsovics (qualificato)
2. Mikael Ymer (qualificato)
3. Grégoire Barrère (qualificato)
4. Corentin Moutet (qualificato)

1. Alejandro Davidovich Fokina (ultimo turno)
2. Thiago Monteiro (ultimo turno)
3. Damir Džumhur (primo turno)
4. Ivo Karlović (primo turno)

## Qualificati
1. Márton Fucsovics
2. Mikael Ymer

1. Grégoire Barrère
2. Corentin Moutet

## Tabellone

### Legenda
| - Q = Qualificato - WC = Wild card - LL = Lucky loser | - ALT = Alternate - SE = Special Exempt - PR = Protected Ranking | - w/o = Walkover - r = Ritirato - d = Squalificato |

### Sezione 1
|  | Primo turno | Primo turno      | Primo turno | Primo turno | Primo turno |  |  | Ultimo turno | Ultimo turno     | Ultimo turno | Ultimo turno | Ultimo turno |  |
|  |             |                  |             |             |             |  |  |              |                  |              |              |              |  |
|  | 1           | Márton Fucsovics | 6           | 1           | 6           |  |  |              |                  |              |              |              |  |
|  |             | Egor Gerasimov   | 4           | 6           | 3           |  |  | 1            | Márton Fucsovics | 4            | 6            | 6            |  |
|  |             | Jiří Veselý      | 610         | 6           | 6           |  |  |              | Jiří Veselý      | 6            | 1            | 4            |  |
|  | 8           | Ivo Karlović     | 7           | 3           | 2           |  |  |              |                  |              |              |              |  |

### Sezione 2
|  | Primo turno | Primo turno                 | Primo turno                 | Primo turno | Primo turno |  |  | Ultimo turno | Ultimo turno                | Ultimo turno | Ultimo turno | Ultimo turno |  |
|  |             |                             |                             |             |             |  |  |              |                             |              |              |              |  |
|  | 2           | Mikael Ymer                 | Mikael Ymer                 | 6           | 6           |  |  |              |                             |              |              |              |  |
|  | WC          | Mousa Shanan Zayed          | Mousa Shanan Zayed          | 1           | 1           |  |  | 2            | Mikael Ymer                 | 3            | 7            | 6            |  |
|  |             | Gianluca Mager              | Gianluca Mager              | 3           | 2           |  |  | 5            | Alejandro Davidovich Fokina | 6            | 5            | 4            |  |
|  | 5           | Alejandro Davidovich Fokina | Alejandro Davidovich Fokina | 6           | 6           |  |  |              |                             |              |              |              |  |

### Sezione 3
|  | Primo turno | Primo turno      | Primo turno     | Primo turno | Primo turno |  |  | Ultimo turno | Ultimo turno     | Ultimo turno     | Ultimo turno | Ultimo turno |  |
|  |             |                  |                 |             |             |  |  |              |                  |                  |              |              |  |
|  | 3           | Grégoire Barrère | 6               | 4           | 6           |  |  |              |                  |                  |              |              |  |
|  |             | Salvatore Caruso | 2               | 6           | 3           |  |  | 3            | Grégoire Barrère | Grégoire Barrère | 6            | 6            |  |
|  | WC          | Rashed Nawaf     | Rashed Nawaf    | 2           | 0           |  |  | 6            | Thiago Monteiro  | Thiago Monteiro  | 4            | 4            |  |
|  | 6           | Thiago Monteiro  | Thiago Monteiro | 6           | 6           |  |  |              |                  |                  |              |              |  |

### Sezione 4
|  | Primo turno | Primo turno     | Primo turno     | Primo turno | Primo turno |  |  | Ultimo turno | Ultimo turno    | Ultimo turno    | Ultimo turno | Ultimo turno |  |
|  |             |                 |                 |             |             |  |  |              |                 |                 |              |              |  |
|  | 4           | Corentin Moutet | Corentin Moutet | 6           | 6           |  |  |              |                 |                 |              |              |  |
|  |             | Andrej Martin   | Andrej Martin   | 4           | 4           |  |  | 4            | Corentin Moutet | Corentin Moutet | 6            | 6            |  |
|  |             | Alexei Popyrin  | 4               | 7           | 7           |  |  |              | Alexei Popyrin  | Alexei Popyrin  | 2            | 4            |  |
|  | 7           | Damir Džumhur   | 6               | 65          | 5           |  |  |              |                 |                 |              |              |  |